# Claes Rensfeldt
Claes Elof Håkan Rensfeldt, född 14 oktober 1942 i Råneå nedre kyrkobokföringsdistrikt i Norrbottens län, död 8 maj 1989 i Oskarshamn (folkbokförd i Jokkmokk), var en svensk lärare, politiker (socialdemokrat) och riksdagsledamot mellan 1985 och 1988, invald för Norrbottens läns valkrets. Rensfeldt var suppleant i Socialutskottet, Utbildningsutskottet och Kulturutskottet. Utöver sina politiska uppdrag arbetade Rensfeldt även som mellanstadielärare i Jokkmokk.
Rensfeldt omkom tillsammans med elva andra ledamöter i Post- och teleutredningen vid  Flygolyckan i Oskarshamn 1989 som skulle delta i ett studiebesök på en av Televerkets telestationer.
Han var farbror till Johan och Anders Rensfeldt i hiphop-gruppen Movits! samt morfars bror till ishockeyspelaren Ludvig Rensfeldt.